# 狄克森車站 (馬里蘭州)
狄克森車站（英語：Dickerson station）是馬里蘭區域通勤鐵路布朗斯威克線的客運站之一，站體由E. Francis Baldwin設計，由巴爾的摩與俄亥俄鐵路於1891年興建。本站是開往弗雷德里克班車駛離主線開上支線前的最後一站。

## 外部連結
- Dickerson station official website
- Dickerson MARC station (Road and Rail Pictures) （页面存档备份，存于）